# Reinhard Mahlberg
Reinhard Mahlberg (* 1. November 1959 in Mönchengladbach) ist ein deutscher Schauspieler.

## Leben
Nach einem sechsjährigen Jurastudium an der Julius-Maximilians-Universität Würzburg ließ Reinhard Mahlberg sich von 1984 bis 1988 an der Berliner Universität der Künste zum Schauspieler ausbilden. Von 1988 bis 1990 gehörte er dem Theater Chambinzky in Würzburg an, wo er überwiegend als Regisseur arbeitete. Mahlbergs nächstes Engagement führte ihn von 1990 bis 1993 an das Stadttheater Konstanz, von wo aus er an das Niedersächsische Staatstheater Hannover wechselte. Zwischen 1999 und Sommer 2002 war er freischaffend tätig, ab September 2002 war er Ensemblemitglied am Nationaltheater Mannheim. Zu Beginn der Spielzeit 2018/2019 wechselte er als Schauspieler ins Ensemble des Württembergischen Staatstheaters Stuttgart.
Bekannte Rollen Mahlbergs waren unter anderem der Tybalt in Romeo und Julia von William Shakespeare, Happy und später Willy Loman in Tod eines Handlungsreisenden von Arthur Miller, Hjalmar Ekdal in Henrik Ibsens Wildente, Franz Moor in Friedrich Schillers Räubern, Macduff in Shakespeares Macbeth oder der Peachum in der Dreigroschenoper von Bertolt Brecht und Kurt Weill. Weiter spielte Mahlberg in einigen Uraufführungen, so in Das große Feuer und Das schwarze Wasser von Roland Schimmelpfennig, Jetzt und in Ewigkeit von Christoph Nußbaumeder oder in den Balkonszenen von John von Düffel.
Erste Rollen vor der Kamera hatte Reinhard Mahlberg 1988 in einer Folge der Serie Die Wicherts von nebenan und 1989 in dem Vierteiler Fabrik der Offiziere. Erst ab dem Jahr 2000 ist er regelmäßig im Fernsehen zu sehen, überwiegend als Gastdarsteller in bekannten Serien. Mehrfach spielte er in den Reihen Tatort und Polizeiruf 110 sowie bei der SOKO Köln.
Daneben bestreitet Mahlberg Kabarett- und Chansonprogramme, unter anderem mit dem Komponisten Ulrich Schultheiss.
Reinhard Mahlberg ist verheiratet und Vater zweier Kinder. Er lebt in Mannheim und Stuttgart.

## Filmografie (Auswahl)
- 1988: Die Wicherts von nebenan – Oma Käthe auf neuen Wegen
- 1989: Fabrik der Offiziere
- 2000: Verbotene Liebe (2 Folgen)
- 2001: Das Amt – TV lokal
- 2001: Ritas Welt – Kevins Prüfung
- 2001: Familie Heinz Becker – Was iss'n passiert?
- 2001: Die Wache – Taxi, Taxi
- 2003–2011: SOKO Köln (4 Folgen)
- 2004: Ina & Leo – Leben zwei
- 2006: Polizeiruf 110 – Die Mutter von Monte Carlo
- 2006: Polizeiruf 110 – Die Lettin und ihr Lover
- 2008: Freiwild. Ein Würzburg-Krimi
- 2008: Tod in der Eifel
- 2008: Polizeiruf 110 – Kellers Kind
- 2009: Tatort – Kassensturz
- 2009: Kommissar Stolberg – Die zweite Chance
- 2010: Bloch – Verfolgt
- 2010: Der Bulle und das Landei – Tödliches Heimweh
- 2010: SOKO Stuttgart – Einmal Schwein sein
- 2010: Alpha 0.7 – Der Feind in dir
- 2011: Verbotene Liebe (2 Folgen)
- 2011: Alarm für Cobra 11 – Die Autobahnpolizei – Familienangelegenheiten
- 2012: Bloch – Der Fremde
- 2013: Tatort – Freunde bis in den Tod
- 2013: Danni Lowinski – Alles Plastik
- 2016: Bettys Diagnose – Hoffnungsschimmer
- 2016: Tatort – HAL
- 2017: Tatort – Goldbach
- 2018: Rentnercops – Es ist alles in Ordnung
- 2019: Big Manni
- 2020: Irgendwann ist auch mal gut
- 2020: Albträumer
- 2021: Der Gesang des Raben (AT)
- 2025: Stammheim – Zeit des Terrors

## Hörspiele
- 1987: Tolstois Kopf – Autor: Gert Hofmann – Regie: Manfred Marchfelder
- 2001: Blaschek – Autor: Joachim Castella – Regie: Frank Hübner
- 2001: Kurze Lebensläufe der Idioten – Autor: Ermanno Cavazzoni – Regie: Julian Klein